# Pantelejmon Oleksandrovič Kuliš
Pantelejmon Oleksandrovič Kuliš (ukr. Пантелеймон Олександрович Куліш); (Voroniž, 7. kolovoz 1819. - Motronivka, 14. veljača 1897.); je ukrajinski pisac, pjesnik, povjesničar, folklorist, etnograf, prevoditelj, književni kritičar, redaktor i izdavač. Tijekom svog života Kuliš je napisao niz kvalitetnih djela na ukrajinskom književnom jeziku te se smatra jednim od glavnih ukrajinskih aktivista u ukrajinskom narodnom preporodu tijekom 19. stoljeća. Godine 1847. je uhićen zbog optužbe za podupiranje separatizma u Ruskom carstvu te je proveo nekoliko godina u pritvoru i progonstvu.

## Biografija i doprinosi
Nakon završene Novgorod-siverske gimnazije, Pantelejmon Kuliš se upisao na Kijevsko sveučilište 1837., ali mu nije bilo dozvoljeno završiti studij jer nije pripadao plemićkoj obitelji. Potom je nastavio s učiteljskim poslovima u zapdnom ukrajinskom gradu Lucku. Ondje je 1843. napisao svoju prvu povijesnu novelu na službenom ruskom jeziku «Mihajlo Čarnišenko», a potom i značajno epsko djelo «Ukrajina». Tijekom iste godine seli se u Kijev gdje kroz sljedeće dvije godine proučava ukrajinsku povijest i etnografiju. U Kijevu se tada sprijateljio s ukrajinskim intelektualcima Tarasom Ševčenkom, Mikolom Kostomarovim i Vasiljom Bilozerskim, a njihova druženja postaju temelj stvaranja proukrajinskog tajnog društva «Bratstvo Sv. Ćirila i Metoda». 
Kuliš je danas posebno cijenjen u ukrajinskom društvu zbog toga što je prvi preveo cijelu Bibliju na književni ukrajinski jezik te je bio prvi koji je pisao povijesne novele na književnom ukrajinskom jeziku. Posebno poznato djelo je «Crna Rada» u kojoj se vrijeme radnje odvija u kozačkom razdoblju. Kuliš je generalno mnogo pisao o povijesnim temama te je napisao kratku povijest Ukrajine i povijest razjedinjenja stare Rusi, u tri toma. Često je obrađivao i kozačko razdoblje i ulogu hetmana Bogdana Hmeljnickog u 17. stoljeću. Također su poznate njegove dvije kolekcije na temu bogatog ukrajinskog folklora i znastvene zabilješke o južnoj Rusi-Ukrajini, koje su do danas ostale vrijedan predmet pri istraživanjima povijesti Istočnih Slavena. 

## Vanjske poveznice
- Biografija Pantelejmona Kuliša na ukrajinskoj enciklopediji (eng.)
- Autorsko djelo: Povijest razjedinjenja Rusi - Кулиш П. А., Исторія возсоединенія Руси. Том I  Arhivirana inačica izvorne stranice od 22. travnja 2009. (Wayback Machine) (СПб,1874)
- Autorsko djelo: Otpadanje Malorusije od Poljske - П. А. Кулишъ, Отпаданіе Малороссіи от Польши, Томъ 2 (1340-1654)  Arhivirana inačica izvorne stranice od 3. ožujka 2009. (Wayback Machine) (Москва, 1888)